# Echeveria longissima
Echeveria longissima är en fetbladsväxtart som beskrevs av Walther. Echeveria longissima ingår i släktet Echeveria och familjen fetbladsväxter. Utöver nominatformen finns också underarten E. l. aztatlensis.